# الکساندرو پاپودوپل
الکساندرو پاپودوپُل (رومانیایی: Alexandru Papadopol؛ ‏ تلفظ رومانیایی: [alekˈsandru papaˈdopol]؛ زادهٔ ۵ آوریل ۱۹۷۵) بازیگر اهل رومانی است.
از فیلم‌ها یا برنامه‌های تلویزیونی که وی در آن نقش داشته‌است می‌توان به تونی اردمان، وقتی شب بر بخارست سایه می‌اندازد یا متابولیسم و بخارست بی‌وقفه اشاره کرد.